# КАвЗ-3976
КАвЗ-3976 — советский и российский автобус среднего класса капотной компоновки, разработанный на базе грузовых шасси ГАЗ-3307 и ГАЗ-3309.

## История
В 1989 году был освоен базовый 20-местный автобус КАвЗ-397620 на автобусном шасси ГАЗ-33074 с карбюраторным двигателем V8 ЗМЗ-513 семейства ЗМЗ-53 мощностью 120 л.с. позже 125 л.с. Вторая цифра индекса базовой модели по ГОСТ изменилась с 2 (класс автобусы) на 9 (класс спецмашины) для упрощения сертификации спецверсий. Впоследствии на базе модели 397620 выпускался ряд грузопассажирских и специальных (санитарные, ритуальные, оперативно-служебные и т. д.) модификаций. 
С 1993 года на удлиненном по базе с 3,7 м до 4,55 м шасси выпускался автобус среднего класса КАвЗ-39765 с 28 посадочными местами. Существовала и более длинная 32-местная (34 места в школьном варианте) версия КАвЗ-39769 с 5,4-метровой колёсной базой, но она в серию не пошла из-за недостаточной жесткости шасси на кручение. В 1995—1997 гг. выпускалась модификация 39763 на шасси ГАЗ-3309 с турбодизельным 4-цилиндровым двигателем с воздушным охлаждением ГАЗ-5441 (116 л.с.). 

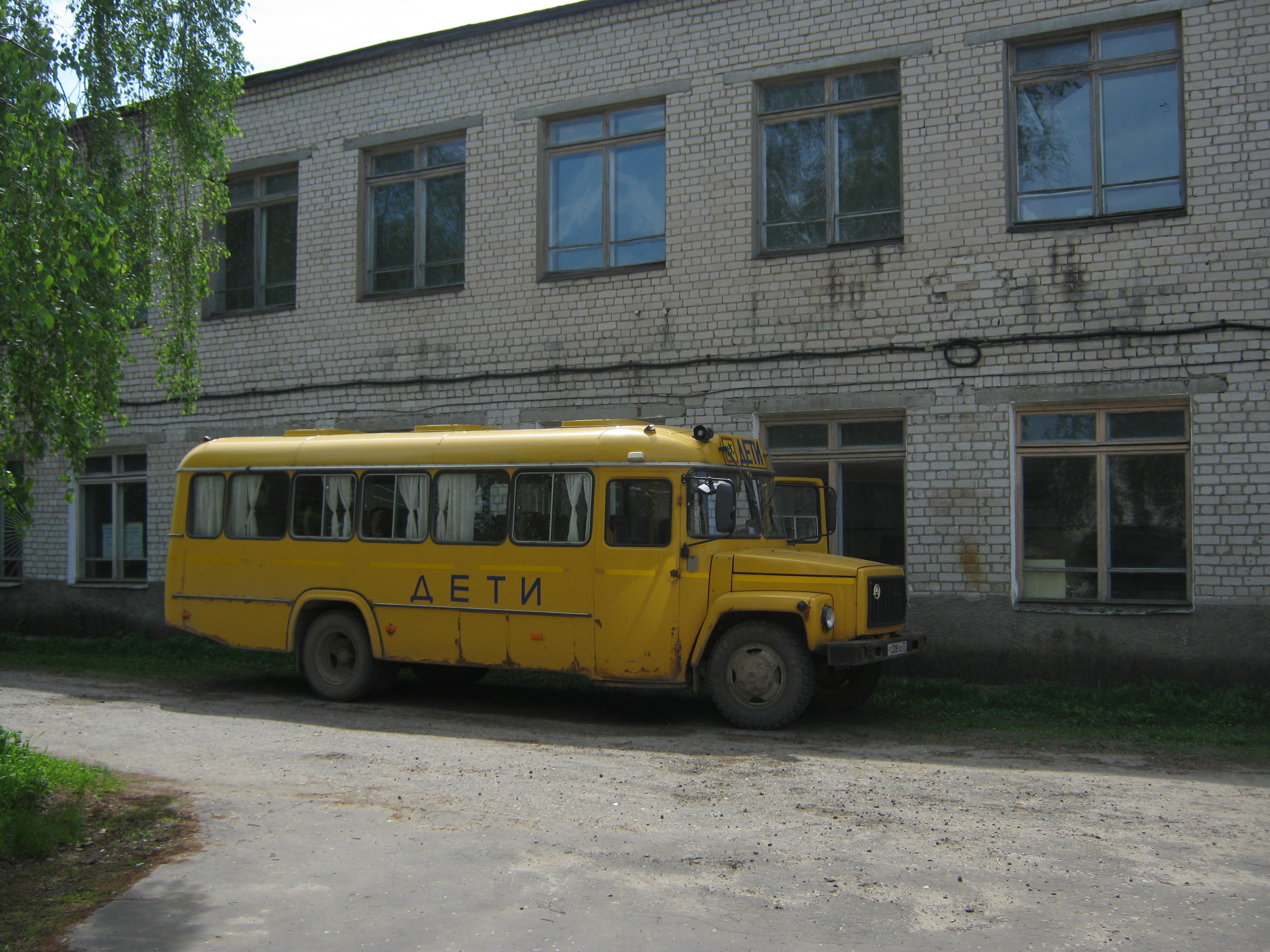
КАвЗ-397653 (школьный)

С 2001 года по ГОСТ Р51160 «Автобусы для перевозки детей» на базе модели 39765 серийно выпускался школьный автобус КАвЗ-397653. В том же году в серию пошла удлинённая дизельная версия 39767 с мотором ММЗ Д-245.7. 
В 2004—2005 гг. на полноприводном шасси ГАЗ-3308 «Садко» была изготовлена партия вахтовых автобусов КАвЗ-39766.  
С 2005 года была возобновлена дизельная модификация КАвЗ-397630 базовой модели с двигателем ММЗ Д-245.7Е2 (Евро 2).
18 января 2008 года выпуск КАвЗ-3976 прекращён. Всего было выпущено 450 тысяч автобусов этой модели.

## Конструкция
Кузов цельнометаллический на стальном каркасе с обшивкой стальным листом. В последние годы дополнительно обрабатывался антикоррозионным составом. Оснащение салона могло быть от утилитарного с дерматиновыми сиденьями или отделанными велюром, искусственной кожей. Подвеска всех колёс рессорная. Тормозная система пневмогидравлическая. Дверь открывалась вручную.
С начала 1970-х годов автобусы КАвЗ оснащались  карбюраторными двигателями V8 производства Заволжского моторного завода. Последним в этом ряду на модели КАвЗ-397620 стал карбюраторный двигатель ЗМЗ-513.10 рабочим объёмом 4,25 л (мощность 125 л.с., МКМ=294 Н·м). При полной массе 5870 кг автобус с 4-ступенчатой КПП развивает максимальную скорость 90 км/ч. С 2005 года ограниченной серией выпускался автобус КАвЗ-397630 с дизельным двигателем ММЗ Д-245.7Е2 (4,75л, 122 л.с., 422 Н·м, Евро 2). При полной массе 6200 кг автобус развивает максимальную скорость 95 км/ч. Ранее, в 1996—1997 гг. на шасси ГАЗ-3309 выпускался автобус с турбодизелем ГАЗ-5441 с воздушным охлаждением (внешне отличался укороченным шноркелем с правой стороны капота).